# Labeo coubie
Labeo coubie és una espècie de peix de la família dels ciprínids i de l'ordre dels cipriniformes que habita a l'Àfrica.
Els mascles poden assolir els 75 cm de longitud total i els 5 kg de pes.